# マイク・ジャッジ
マイク・ジャッジ（Mike Judge、1962年10月17日 - ）は、エクアドル共和国・グアヤキル生まれのプロデューサー、アニメーター、脚本家、映画監督、声優、俳優、ミュージシャンである。

## 来歴
人気アニメ『BEAVIS AND BUTT-HEAD』や『キング・オブ・ザ・ヒル』の製作者、アニメーター、声優として知られるジャッジは1962年にエクアドル共和国のグアヤキルに生まれた。父親は人類学の学者で、母親は図書館員だった。後にアメリカへ帰国してニューメキシコ州のアルバカーキで育つ。高校卒業後はカリフォルニア大学サンディエゴ校へ進学して物理学を専攻した。
エンターテイメントに興味を持ち始め、1991年に制作したショートフィルム『Frog Baseball（原題）』がダラスで行われたアニメ・フェスティバルで評判を呼び、ケーブルテレビチャンネルのコメディ・セントラルで放映される。その後、制作した短編アニメがきっかけで、自身の代表作でもあるMTVの人気アニメ『BEAVIS AND BUTT-HEAD』の製作につながった。また、同作品においてジャッジは、製作者のみならず声優としてメインキャラクターであるビーバスとバッドヘッドの声を担当した。
同アニメが大ヒットを記録した後、フォックス放送で『ザ・シンプソンズ』と並ぶ看板アニメである『キング・オブ・ザ・ヒル』を製作。黒ぶち眼鏡と白シャツにジーパンを履いたダサイ父親と、その冴えない家族が巻き起こす日常的なホームドラマである設定と、シニカルかつユーモラスなストーリーがウケて、同作品も大ヒットを記録。1997年から2010年までに及ぶ13年間のものロングラン放送となった。同作品においてもジャッジ自身が声優として参加しており、メインキャラクターであるヒル家の大黒柱、“ハンク・ヒル”の声を担当。他にもハンクの近所に住む冴えない友人のブームハウアーの声を担当した。
アメリカではフォックスチャンネルにおいて『ザ・シンプソンズ』と『キング・オブ・ザ・ヒル』がセットの形で放映され、新たな家族ものアニメの可能性を広げた。1999年にはエミー賞受賞。2004年、2009年にはアニメ界の栄誉でもあるアニー賞を受賞した。
また、俳優として実写映画などにも出演し、実写映画の脚本・監督なども担当し、多岐に渡って活動している。

## 私生活
1989年に結婚しており、2人の娘がいるが離婚している。また音楽に対しても興味があり、エレクトリックベース担当でバンド活動も不定期に行っている。エクアドル生まれであるが、国籍はアメリカである。

## 出演作品

### アニメーション
- BEAVIS AND BUTT-HEAD Beavis and Butt-head（1993–1997、2011）
- Beavis and Butt-Head Do Christmas（1995）
- Beavis and Butt-head Do America（1996）
- キング・オブ・ザ・ヒル King of the Hill（1997–2010）
- ザ・シンプソンズ The Simpsons（1997）※ゲスト出演
- サウスパーク/無修正映画版 South Park: Bigger, Longer & Uncut（1999）
- アクア・ティーン・ハンガー・フォース Aqua Teen Hunger Force（2006）※ゲスト出演

### 実写映画（声のみ出演も含む）
- ハードロック・ハイジャック Airheads（1994）
- オースティン・パワーズ Austin Powers: International Man of Mystery（1997）
- スパイキッズ Spy Kids（2001）
- スパイキッズ2 失われた夢の島 Spy Kids 2: The Island of Lost Dreams（2002）
- エリザベス・ハーレーの明るい離婚計画 Serving Sara（2002）
- そりゃないぜ!? フレイジャー Frasier（2003）
- スパイキッズ3-D:ゲームオーバー Spy Kids 3-D: Game Over（2003）
- ジャッカス/ Number Two Jackass Number Two（2006）
- ジャッカス3-D Jackass 3D（2009）
- フロントランナー The Front Runner（2018）

### 監督映画作品
- リストラ・マン Office Space（1999）
- 26世紀青年 Idiocracy（2006）
- シンディにおまかせ Extract（2009）